# Rollancourt
Rollancourt é uma comuna francesa na região administrativa de Altos da França, no departamento de Pas-de-Calais. Estende-se por uma área de 11,59 km². Em 2010 a comuna tinha 331 habitantes (densidade: 28,6 hab./km²).